# Dolichoctis novaeirlandiae
Dolichoctis novaeirlandiae is een keversoort uit de familie van de loopkevers (Carabidae). De wetenschappelijke naam van de soort is voor het eerst geldig gepubliceerd in 2003 door Baehr.